# Сегментный арочный мост

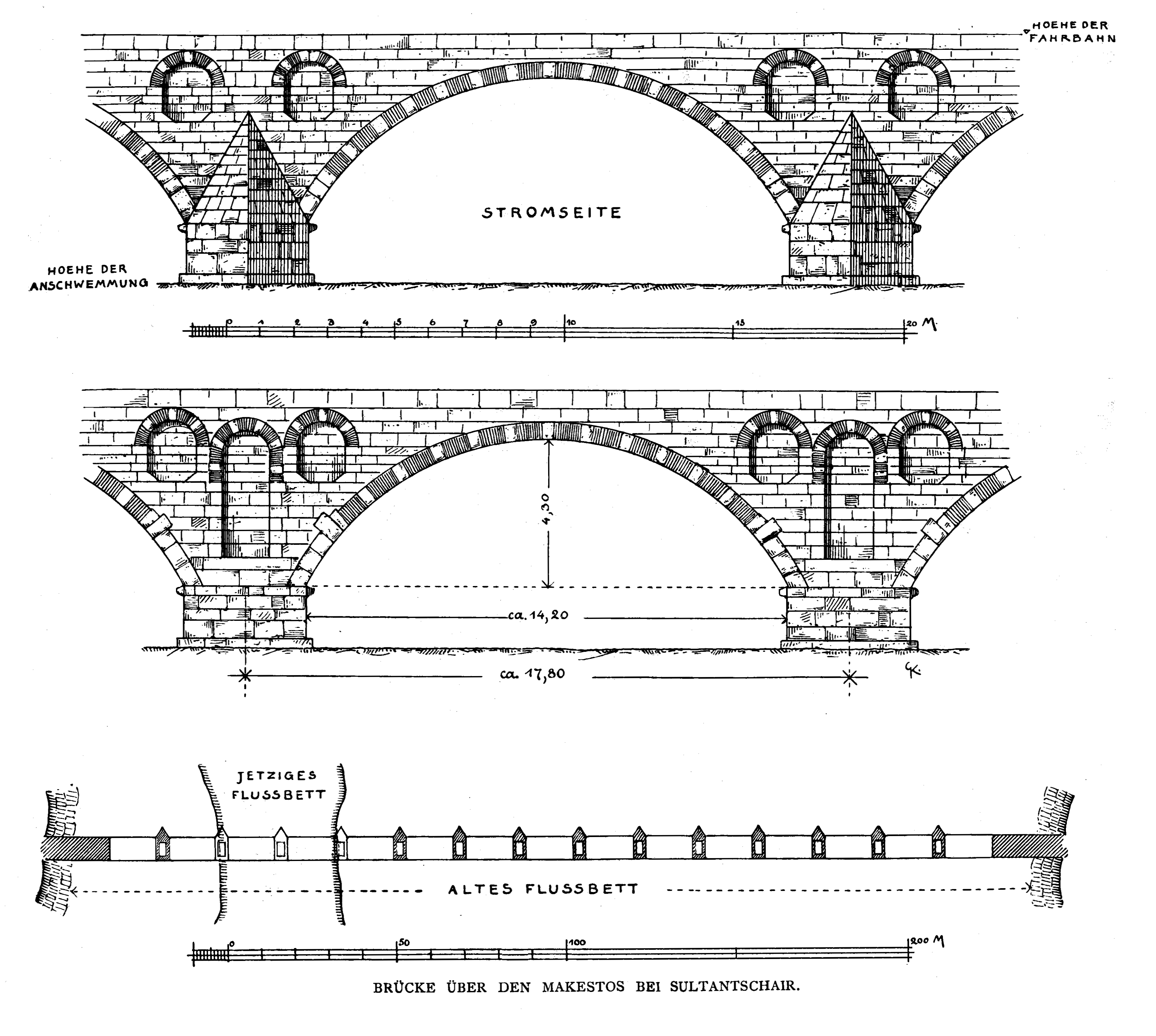

размеры моста Кирк Гёз Кемери в Турции

Сегментный арочный мост — арочный мост, арки которого образуют угол меньше 180°.
В отличие от мостов с полукруглой аркой (180° или соотношение пролёта к высоте арки 2:1), в сегментных арочных мостах соотношение пролёта к высоте арки составляет не менее 3:1, они положе.

## Примеры
- Мост Траяна
- Кирк Гёз Кемери
- Мост Аньцзи
- Понте Веккьо
- Мост Скалигеров
- Мост Риальто